# Hợp âm
Hợp âm được tạo thành bởi ba hoặc nhiều nốt nhạc cùng vang lên 1 lúc. Thông thường, một hợp âm được xây dựng từ hai hay nhiều quãng 3. Ví dụ, các nốt C-E-G tạo thành một hợp âm trưởng. Nốt nhạc mà theo đó hợp âm dùng làm nền thì gọi là nốt chủ âm (nốt nền). Các nốt khác được gọi theo tên của quãng mà chúng tạo thành với nốt chủ âm.

## Chuỗi hòa âm
Chuỗi hòa âm là một hiện tượng vật lý, nó giải thích âm sắc của các nhạc cụ cũng như các vật khác. Khi bạn nghe một âm thanh, không chỉ nghe một âm đơn lẻ mà là một chuỗi các âm thanh được gọi là họa âm chồng chéo lên nhau. Khi lấy nốt Đô làm nốt cơ bản, thì thứ tự của các nốt họa âm được sắp xếp như sau:
Đây là cách tạo ra hợp âm theo chuỗi hòa âm. Các hợp âm ba nốt chứa họa âm 4; các hợp âm 7 chứa họa âm 6 và các hợp âm chín chứa họa âm 8. Các hợp âm ba nốt và hợp khác không phải hình thành từ việc chồng chéo các quãng 3 mà là sự chồng chéo của các họa âm trong chuỗi của nốt chủ âm. Nhưng để thuận tiện thì người ta tạo hợp âm bằng cách kết hợp các quãng 3.